# 아민 부카리
아민 모함메드 잔 부하리(아랍어: أمين محمد جان بخاري, Amin Mohammed Jan Bukhari, 1997년 5월 2일 ~ )는 사우디아라비아의 축구 선수로 포지션은 골키퍼이며 현재 사우디 프로페셔널리그의 알나스르에서 활약하고 있다.